# ورنون سنتر (مینه‌سوتا)
ورنون سنتر، مینه‌سوتا (به انگلیسی: Vernon Center, Minnesota) یک شهر در ایالات متحده آمریکا است که در شهرستان بلو ارث، مینه‌سوتا واقع شده‌است.

## خصوصیات
ورنون سنتر ۱٫۲۹ کیلومترمربع مساحت و ۳۳۲ نفر جمعیت دارد و ۳۱۴ متر بالاتر از سطح دریا واقع شده‌است.